# Creu del Querol
La Creu del Querol és una creu de terme entre els municipis de Sant Climent de Llobregat i Torrelles de Llobregat (Baix Llobregat) inclosa a l'Inventari del Patrimoni Arquitectònic de Catalunya.

## Descripció
Es tracta d'una creu enmig de la muntanya, en el paratge del Querol, de ferro massís, de braços rectes i secció quadrangular. Està encastada damunt una petita base quadrangular de formigó. La seva ubicació marca el termenal dels municipis de Torrelles de Llobregat, Sant Boi de Llobregat, Sant Climent de Llobregat i Santa Coloma de Cervelló. Abans d'aquesta creu, en el mateix indret n'hi havia una altra que, segons informació facilitada des de l'ajuntament de Torrelles de Llobregat, molts anys enrere va ser trencada i finalment va desaparèixer. La creu actual es troba en un bon estat de conservació.